# Gerrie Deijkers
Gerrie Deijkers (Breda, 13 novembre 1946 – Breda, 29 ottobre 2003) è stato un calciatore olandese, di ruolo centrocampista.

## Palmarès

### Club

#### Competizioni nazionali
- Campionato olandese: 3

PSV Eindhoven: 1974-1975, 1975-1976, 1977-1978
- Coppa dei Paesi Bassi: 2

PSV Eindhoven: 1973-1974, 1975-1976

#### Competizioni internazionali
- Coppa UEFA: 1

PSV Eindhoven: 1977-1978

### Individuale
- Capocannoniere della Coppa UEFA: 1

1977-1978 (8 gol ex aequo con Raimondo Ponte)